# On-Line Encyclopedia of Integer Sequences
La On-Line Encyclopedia of Integer Sequences (OEIS), (Enciclopèdia on-line de seqüències d'enters) també coneguda simplement com a Sloane's, és una base de dades online de seqüències d'enters creada i mantinguda per N. J. A. Sloane, un investigador d'AT&T Labs. L'octubre de 2009, la propietat intel·lectual va ser transferida a la OEIS Foundation.
L'OEIS registra informació de les seqüències d'enters d'interès per als matemàtics professionals i els afeccionats a la matemàtica, és molt citada i conté més de 200.000 successions, per la qual cosa és la base de dades més gran del seu tipus.